# Parnássio (século V/VI)
Parnássio (em latim: Parnassius) foi um oficial bizantino. Era um prefeito pretoriano, possivelmente do Oriente, conhecido apenas através dum decreto prefeitoral que leva seu nome e que está registrado dentro aqueles emitidos por outros prefeitos no final do século V ou começo do VI.